# Landsat 6

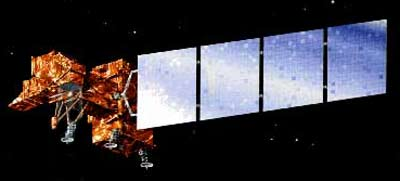
Landsat 6

Landsat 6 — шостий супутник космічної програми «Landsat». Був оснащений оновленою версією інструментів порівняно з попередником. Він був запущений 5 жовтня 1993 року, за допомогою ракети-носія Titan II виводився на орбіту, але не зміг досягти її. Внаслідок цього, тривалість експлуатації супутників Landsat 4 і Landsat 5 були подовжені.